# Ekonomi och samhälle

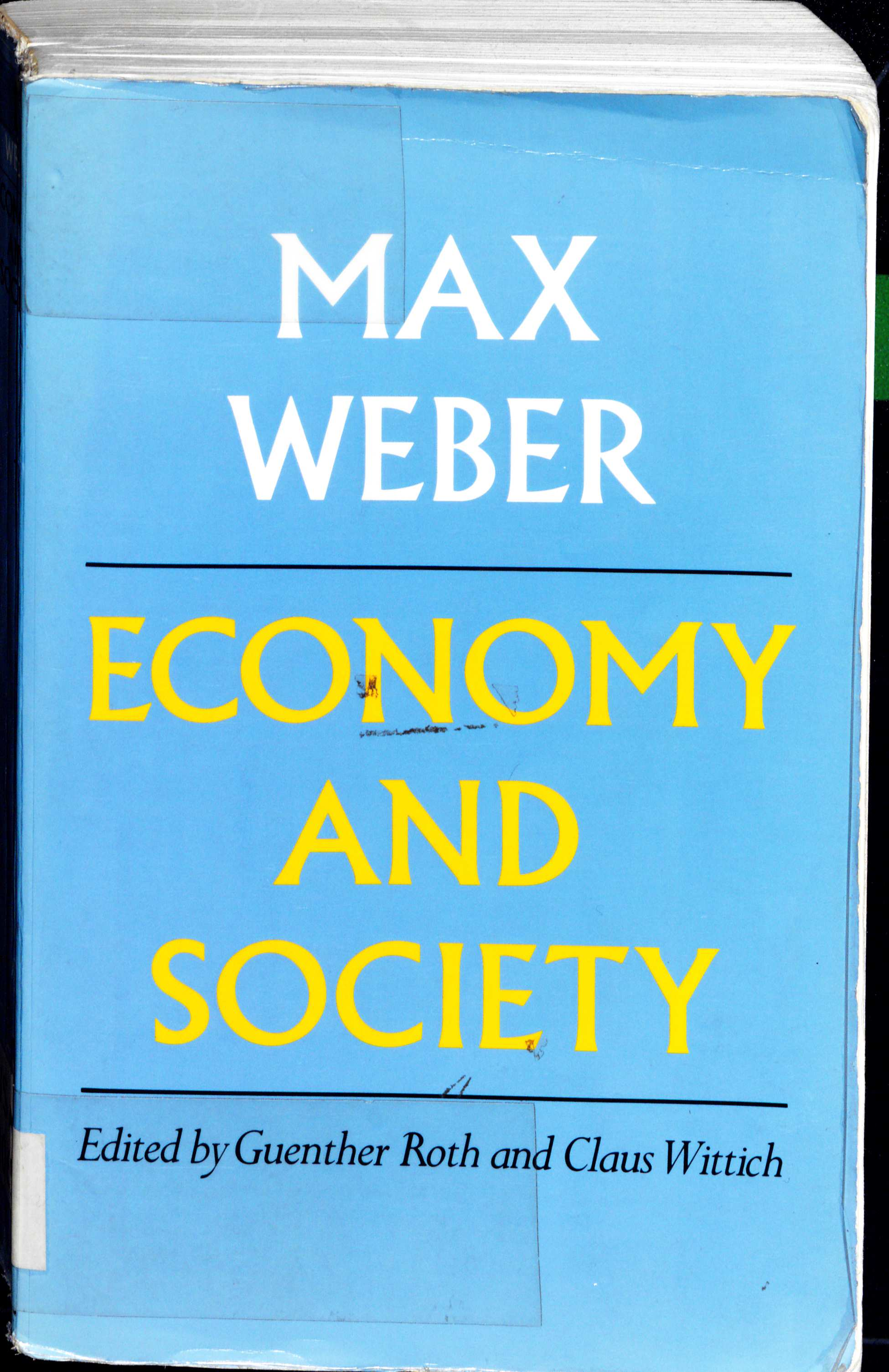
1978 års upplaga.

Ekonomi och samhälle: Förståendesociologins grunder är en bok från 1921 av sociologen Max Weber.
Boken publicerades postumt i Tyskland av hans hustru Marianne. Tillsammans med Den protestantiska etiken och kapitalismens anda (1905) anses den vara ett av Webers viktigaste verk. Boken täcker många teman inklusive religion, politik, offentlig förvaltning och sociologi. En komplett översättning av verket publicerades på engelska först så sent som 1968. År 1998 listade ISA International Sociological Association verket som 1900-talets viktigaste sociologiska bok. I Sverige är boken utgiven på Argos förlag.